# Асоціація Еммануїл
Асоціація «Еммануїл» — міжнародна громадська організація заснована у 1992 році задля реалізації соціальних та медійних ініціатив.
Діяльність організації спрямована на:
1. Створення духовно-просвітницьких TV програм;
2. Боротьбу з бідністю;
3. Створення TV програм для дітей віком від 4-х до 14 років;
4. Відстоювання традиційних сімейних цінностей та підтримка сімей, що наважилися на всиновлення;
5. Підтримка потребуючих осіб через міжнародну лінію довіри;
6. Підвищення інституційної спроможності церков та релігійних організацій через тренінговий центр для лідерів.

Асоціації реалізовує свою місію завдяки підтримці міжнародних організацій-донорів та мережі партнерів з України і Росії.
На території України Асоціація «Еммануїл» відома своїми продуктами — «Клуб 700», «Дім живих історій» та мультфільм «Суперкнига».

## Гуманітарна місія
На адресу Асоціації «Еммануїл» щорічно надходить гуманітарна допомога від вітчизняних та закордонних благодійників. Вантажі розподіляються серед організацій, які допомагають незахищеним верствам населення: дітям-сиротам, малозабезпеченим родинам, людям літнього віку.
З 1991 року до Асоціації надійшло 215 контейнерів з одягом, взуттям, продуктами харчування, засобами гігієни, медичним обладнанням та медикаментами. Гуманітарна місія охопила понад 1 млн. 150 тис. осіб.

## Благодійні медичні акції
Виїзні медичні акції — медико-соціальний проєкт, що протягом восьми років впроваджується Асоціацією «Еммануїл». У 2009 році до його реалізації приєдналась «Медична Мобільна Клініка».
Щонайменше двадцять разів на рік команда з 15-25 лікарів на запрошення громадськості, місцевої влади чи церковної громади їде до віддалених регіонів України для проведення безкоштовного обстеження. Серед пріоритетних ті села і містечка, де населення рідко звертається до закладів охорони здоров'я.
Кожен пацієнт відвідує щонайменше двох-трьох фахівців, здає необхідні аналізи, робить УЗД і ЕКГ. Медичне обладнання лікарі привозять з собою (в том числі пересувну експрес-лабораторію).
Після обстеження і встановлення певного діагнозу лікар призначає схему лікування і видає рецепт на безкоштовні ліки. Кожну таку акцію супроводжує команда консультантів духовно-психологічної підтримки.
За восьмирічний період діяльності проведено 183 медичну акцію та охоплено понад 65 тис. осіб.

## Проєкт «Дар усиновлення»
Проєкт «Дар усиновлення» був заснований в 2004 році з метою вирішення проблем сиріт та дітей, позбавлених батьківських прав.
Їх в Україні офіційно нараховується близько 30 тисяч. Команда «Дару усиновлення» організовує семінари, розробляє методичні матеріали та проводить тренінги. Регулярно оновлюється серія посібників «Уроки самостійності для молоді». Для батьків-усиновителів проходить конференція «Зміцнюючи сім'ї». Окремий напрямок діяльності — консультування й допомога подружнім парам, які бажають всиновити дитину. Також волонтери «Дару усиновлення» протягом шести років організовують літній відпочинок вихованцям з кількох інтернатів України.

## Школа життя
«Школа життя»— мережа центрів допомоги сиротам, дітям та підліткам з проблемних сімей. Волонтери «Школи життя» допомагають «важким» стати повноцінною частиною суспільства, отримати професію, і, найголовніше, — повірити в себе. Підлітки відвідують «Уроки самостійності для молоді», де вчаться культурі спілкування та знайомляться з християнськими цінностями. Вони опановують англійську мову та комп'ютерні науки. Декотрі через кілька місяців знаходять перше місце роботи. Загалом, з 2005 року відкрито шість центрів на території України, чотири у Вірменії, два у Молдові, один у Киргизстані та один в Росії. Повний курс навчання у «Школі життя» пройшли понад три тисячі дітей.